# 저지섬 파운드
저지섬 파운드(영어: Jersey pound, 프랑스어: Livre de Jersey)는 저지섬의 통화로 1 파운드는 100 펜스(Pence, 단수형: Penny)에 해당된다. 저지섬 파운드는 영국 파운드와 동일한 비율의 고정 환율을 시행한다.
저지섬은 영국과 통화 동맹을 맺고 있기 때문에 저지섬 파운드는 독립된 통화가 아닌 영국 파운드와 동일한 가치의 통화로 간주된다. 1, 2, 5, 10, 20, 50 펜스, 1, 2 파운드 동전과 1, 5, 10, 20, 50 파운드 지폐가 통용된다.

## 같이 보기
- 프랑스 리브르
- 건지섬 파운드
- 맨섬 파운드